# Сибагатуллин, Лутфулла Сибаевич
Лутфулла Сибаевич Сибагатуллин (1912—1978) — капитан Советской Армии, участник Великой Отечественной войны, Герой Советского Союза (1943).

## Биография
Лутфулла Сибагатуллин родился 15 марта 1912 года в селе Чайка (ныне — Уинский район Пермского края). Окончил Енопаевскую среднюю школу № 1 Октябрьского района Пермской области. Учился в Свердловском педагогическом техникуме, после окончания которого работал учителем, а затем инспектором Нарынского районо Наманганской области.
В 1938 году Сибагатуллин был призван на службу в Рабоче-крестьянскую Красную Армию. В 1941 году он окончил курсы усовершенствования командного состава. С февраля 1942 года — на фронтах Великой Отечественной войны.
К сентябрю 1943 года старший лейтенант Лутфулла Сибагатуллин был заместителем по политчасти командира батальона 229-го стрелкового полка 8-й стрелковой дивизии 13-й армии Центрального фронта. Отличился во время битвы за Днепр. 22 сентября 1943 года Сибагатуллин во главе передового отряда переправился через Днепр в районе деревни Верхние Жары Брагинского района Гомельской области Белорусской ССР и принял активное участие в боях за захват и удержание плацдарма на его западном берегу, продержавшись до переправы основных сил.
Указом Президиума Верховного Совета СССР от 16 октября 1943 года старший лейтенант Лутфулла Сибагатуллин был удостоен высокого звания Героя Советского Союза с вручением ордена Ленина и медали «Золотая Звезда».
В 1945 году Сибагатуллин окончил Горьковское военно-политическое училище. В 1946 году в звании капитана он был уволен в запас. Проживал и работал в селе Паркент Верхнечирчикского района Ташкентской области Узбекской ССР. Скончался 6 октября 1978 года.
Был также награждён орденом Красной Звезды и рядом медалей.
В честь Сибагатуллина названа улица в Паркенте.